# Alocén (kommun)
Alocén är en kommun i Spanien.   Den ligger i provinsen Provincia de Guadalajara och regionen Kastilien-La Mancha, i den centrala delen av landet, 80 km öster om huvudstaden Madrid. Antalet invånare är 173. Alocén ligger vid sjön Pantano de Entrepeñas.